# National Theatre Live

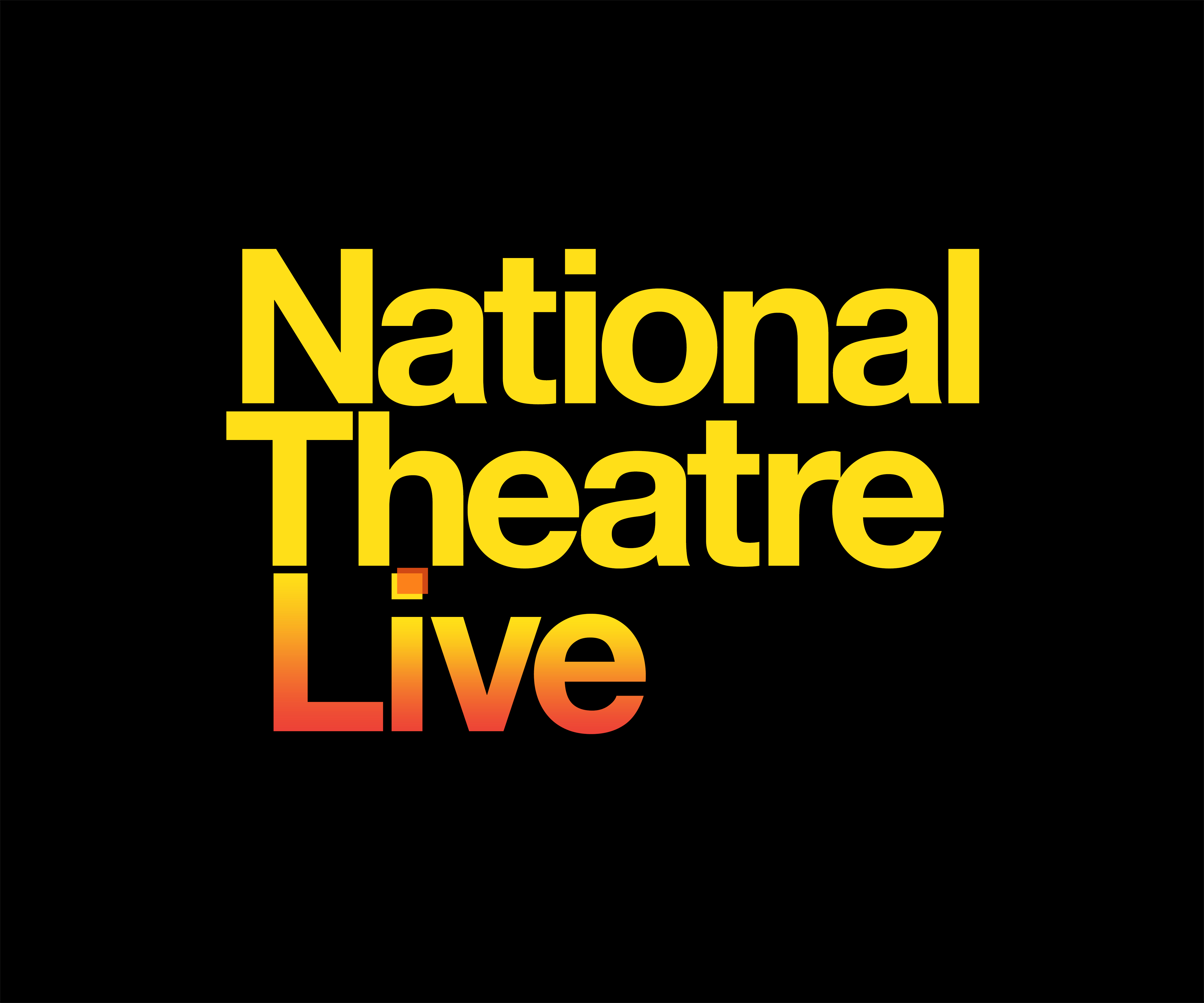
Logo du National Theatre Live.

National Theatre Live est une initiative organisée par le Royal National Theatre de Londres, proposant la retransmission en direct par satellite et en rediffusions de certaines de ses productions dans des cinémas du monde.

## Liste des productions diffusées

### Saison 1 (2009-2010)
- Phèdre – 25 juin 2009
- All’s Well That Ends Well – 1er octobre 2009
- Nation – 30 janvier 2010
- The Habit of Art – 22 avril 2010
- Le Bel Air de Londres (London Assurance) – 28 juin 2010

### Saison 2 (2010-2011)
- Phèdre – 23 septembre 2010
- A Disappearing Number – 14 octobre 2010
- Hamlet – 9 décembre 2010
- FELA! – 13 janvier 2011
- Le Roi Lear (King Lear) – 3 février 2011
- Frankenstein – 17 mars 2011
- La Cerisaie (The Cherry Orchard en anglais ou Вишнёвый сад pour la pièce originale de Tchekhov) – 30 juin 2011

### Saison 3 (2011-2012)
- One Man, Two Guvnors – 15 septembre 2011
- The Kitchen – 6 octobre 2011
- Collaborators – 1er décembre 2011
- Travelling Light – 9 février 2012
- La Comédie des erreurs (The Comedy of Errors) – 1er mars 2012
- She Stoops to Conquer – 29 mars 2012